# جينيفر كريستال فولي
جينيفر كريستال فولي (بالإنجليزية: Jennifer Crystal Foley)‏ هي ممثلة أمريكية، ولدت في 26 يناير 1973 بلوس أنجلوس في الولايات المتحدة.

## أعمال

### أفلام
- (1995) الرئيس الأمريكي[4]

### مسلسلات
- إن سي آي إس
- بيفرلي هيلز 90210
- هاوس

## وصلات خارجية
- جينيفر كريستال فولي على موقع IMDb (الإنجليزية)
- جينيفر كريستال فولي على موقع ألو سيني (الفرنسية)
- جينيفر كريستال فولي على موقع أول موفي (الإنجليزية)
- جينيفر كريستال فولي على موقع قاعدة بيانات الأفلام السويدية (السويدية)
- جينيفر كريستال فولي على موقع قاعدة بيانات الفيلم (الإنجليزية)
- جينيفر كريستال فولي على موقع كينوبويسك (الروسية)